# 수코타이 문자
수코타이 문자는 태국의 수코타이 왕국의 제 3대왕인 람캄행 대왕이 창제한 표음문자이다. 오늘날 쓰이고 있는 타이 문자는 바로 이 수코타이 문자가 시간이 지남에 따라 개량된 것이다. 옛 타이 문자라고도 할 수 있다. 태국의 수코타이 유적에는 창제당시의 수코타이 문자비석과 오늘날 쓰이고 있는 타이 문자로 옮겨놓은 두 종류의 안내문을 볼 수 있다.
모든 글자의 필순이 작은 원으로부터 시작되고, 날카로운 느낌을 주는 오늘날의 타이 문자와 달리 크메르 문자의 영향을 받은 수코타이 문자는 훨씬 곡선이 두드러진 문자였다. 가장 큰 차이는 모음의 위치인데, 오늘날의 타이 문자가 자음을 중심으로 상하좌우에 위치하는 기호적 특성인 데 반해, 수코타이 문자는 모든 모음의 위치가 좌우에만 국한되었고, 부호적이라기보다는 자모적인 성격을 띠었다. 글자의 수도 현재의 타이 문자에 비하여 적었다.

## 같이 보기
- 타이 문자
- 라오 문자
- 크메르 문자
- 브라흐미계 문자
- 태국어